# Великі Брисниці
44°47′ пн. ш. 14°55′ сх. д. / 44.78° пн. ш. 14.92° сх. д.
Великі Брисниці (хорв. Velike Brisnice) — населений пункт у Хорватії, у Лицько-Сенській жупанії у складі міста Сень.

## Населення
Населення за даними перепису 2011 року становило 0 осіб.
Динаміка чисельності населення поселення:

## Клімат
Середня річна температура становить 7,51 °C, середня максимальна – 18,89 °C, а середня мінімальна – -4,54 °C. Середня річна кількість опадів – 1500 мм.
| Клімат поселення                              | Клімат поселення | Клімат поселення | Клімат поселення | Клімат поселення | Клімат поселення | Клімат поселення | Клімат поселення | Клімат поселення | Клімат поселення | Клімат поселення | Клімат поселення | Клімат поселення | Клімат поселення |
| Показник                                      | Січ.             | Лют.             | Бер.             | Квіт.            | Трав.            | Черв.            | Лип.             | Серп.            | Вер.             | Жовт.            | Лист.            | Груд.            |                  |
| Середній максимум, °C                         | 5,24             | 4,66             | 6,20             | 9,74             | 14,77            | 18,57            | 18,89            | 18,80            | 14,99            | 11,13            | 6,49             | 4,79             |                  |
| Середня температура, °C                       | 0,63             | 0,06             | 1,59             | 5,14             | 10,17            | 13,97            | 16,13            | 16,05            | 12,23            | 8,38             | 3,75             | 2,03             |                  |
| Середній мінімум, °C                          | −3,98            | −4,54            | −3               | 0,53             | 5,57             | 9,37             | 13,38            | 13,30            | 9,48             | 5,62             | 0,98             | −0,73            |                  |
| Норма опадів, мм                              | 111              | 109              | 111              | 125              | 108              | 114              | 69               | 95               | 141              | 169              | 191              | 157              |                  |
| Середньомісячна швидкість вітру, м/с          | 4.52             | 4.60             | 4.45             | 4.02             | 3.63             | 3.42             | 3.29             | 3.30             | 3.74             | 4.23             | 4.79             | 4.97             |                  |
| Середньомісячна сонячна радіація, кДж/м²·день | 4775             | 7606             | 10877            | 15324            | 19499            | 21101            | 22912            | 19754            | 14550            | 9561             | 5148             | 4032             |                  |
| --------------------------------------------- | ---------------- | ---------------- | ---------------- | ---------------- | ---------------- | ---------------- | ---------------- | ---------------- | ---------------- | ---------------- | ---------------- | ---------------- | ---------------- |
| Джерело:                                      |                  |                  |                  |                  |                  |                  |                  |                  |                  |                  |                  |                  |                  |